# Slanisko Novosedly
Slanisko Novosedly este o arie protejată (sit de importanță comunitară — SCI) din Republica Cehă întinsă pe o suprafață de 2,09 ha, integral pe uscat.

## Localizare
Centrul sitului Slanisko Novosedly este situat la coordonatele 48°50′22″N 16°29′52″E / 48.839444°N 16.497778°E.

## Înființare
Situl Slanisko Novosedly a fost declarat sit de importanță comunitară în aprilie 2005 pentru a proteja un număr necunoscut de specii din flora spontană și fauna sălbatică aflate în arealul zonei.

## Biodiversitate
Situată în ecoregiunea panonică, aria protejată conține 1 habitat natural: Pășuni continentale udate de apa mării.
La baza desemnării sitului se află un număr nedeclarat de specii protejate.